# Pseudosetia
Pseudosetia is een geslacht van weekdieren uit de klasse van de Gastropoda (slakken).

## Soorten
- Pseudosetia amydralox Bouchet & Warén, 1993
- Pseudosetia azorica Bouchet & Warén, 1993
- Pseudosetia ficaratiensis (Brugnone, 1876)
- Pseudosetia morana (Ladd, 1966) †
- Pseudosetia semipellucida (Friele, 1879)
- Pseudosetia turgida (Jeffreys, 1870)